# 木城幸人
木城幸人（日语：／ Kishiro Yukito，1967年3月20日—），日本男性漫画家，成長於千葉縣，代表作為《銃夢》。木城自小喜愛繪畫，並熱衷於怪談和科幻題材，高中時正式以成為漫畫家為志向。1984年，年僅17歲的木城以單篇《氣怪》入選小學館新人漫畫獎，並刊登於《週刊少年Sunday》，1988年再以《怪洋星》贏得佳作。1990年，木城經過許多摸索後，在《Business Jump》開始連載長篇漫畫《銃夢》，該作獲得廣大迴響，日後陸續被改編成OVA、小說、遊戲和好萊塢電影。
然而，因為木城罹患神經症，《銃夢》提早結束。在那之後的幾年內，木城在《Ultra Jump》繪製了《灰者》和《銃夢外傳》等較短的作品。第二部長篇連載《水中騎士》開始於1998年，2000年木城著手連載《銃夢》續作《銃夢LastOrder》，2014年開始繪製《銃夢》最終章《銃夢火星戰記》至今。

## 早年
木城於1967年3月20日出生於東京都蒲田的六鄉醫院。木城表示，據其父母的說法，他出生時是產鉗分娩，造成的傷痕使他的眼瞼和兩耳有不對稱的情形。木城的名字是由父親所取，木城表示他的名字當初是寫成漢字，雖然只是很簡單的漢字，但是假名發音組合過於異常，沒人能看著漢字然後唸成。一家人當時在蒲田經營肉舖，木城是家中的長子，並有一個叫的弟弟。木城出生後一年左右，肉鋪因為豬瘟關閉，全家跑路到千葉縣柏市的外圍市鎮逆井。
木城從很小時就展現對繪畫的興趣，並從中得到滿足。父母沒有否定木城的繪畫熱忱，但也擔心他當畫家會難以維持生計，常試圖勸阻他。有一次木城拿到了兩本被丟棄的《赤塚不二夫的漫畫入門書》（赤塚不二夫のマンガ入門），以此開始嘗試正式的畫漫畫方式，在小學六年級時買了沾水筆。他在約小學3年級開始畫自己的長篇漫畫，總計超過1000頁，其中畫的角色以怪物為主，沒有人類。作畫期間他也受到《星際大戰》和《宇宙戰艦大和號》的影響，畫了些科幻設定。在求學過程中，木城著迷於科幻作品或元素，包含動力服、《機動戰士GUNDAM》和科幻塑料模型。

## 職業生涯

### 立志
1982年春天，木城全家從千葉縣搬家到茨城縣。搬家的同時木城也中學畢業。父母有意將他送進職業學校，並讓他繼承父親的磁磚店，但木城已經決定要另走出路。他列出三個可能的職業：電影導演（契機是《星際大戰》）、模型製作師和漫畫家，若選前兩者他自覺沒有發展機會，但漫畫是他從小接觸並創作的，而且和電影性質相似，新人獎制度也提供他出道的機會。木城進入筑波高校就讀，立志要在高中畢業前投稿新人獎並得獎，如果做不到就會放棄漫畫夢。他並沒有告訴父母他以成為漫畫家為目標。木城讀到一本書《Sunday漫畫學堂》（サンデーまんがカレッジ），裡頭稱只要有耐心畫出1000張畫就能成為專家，木城因此決定要在高中三年內畫足1000張，而他對一張的定義是B4投稿紙完稿的程度。1982年高一結束時，木城完成了他的第一篇正式規格漫畫。原本他的漫畫只有弟弟一個人會讀，但其中一篇漫畫讓他在高中美術社大為活躍，並開始將作品以同人誌形式發表。

### 1984年－1988年：初試啼聲
1984年9月，當時17歲的木城將單篇《氣怪》（気怪）投稿至小學館新人獎。原本他只打算將這篇發表在美術社的同人誌上，中途才改變主意，此時他也只畫了目標1000張中的255張。最後《氣怪》獲選為入選作品，獎金是30萬日圓，該作品也在小學館出版的漫畫雜誌《週刊少年Sunday》的1985年1月1日號上刊登。《氣怪》雖然得了獎，但木城反而發覺自己尚有不足，還不夠格成為漫畫家。高中畢業後，木城進入專門學校東京設計學院的商業設計科就讀，並開始在外獨立生活。木城打算透過操勞自己來自我充實，於是選擇了新聞獎學生制度，一邊送報一邊上學。因為送報辛苦加上不適應學校課程，木城最終只上了一個學期的課，並不得不向父母坦承自己成為漫畫家的志向，結果導致親子關係變得緊張。
1988年，木城感覺自己處於最佳狀態。木城完成了一則心理恐怖短篇《怪洋星》，他認為《怪洋星》是很創新的作品，也是他生涯的巔峰作之一。最後《怪洋星》得到小學館新人獎的佳作，木城因而被分配到責任編輯。此後的作品都會在分鏡階段就先給責任編輯過目，如果得到認可才會把完稿畫出來，節省時間。該年秋天他也參加了角川書店舉辦的新人比賽，以《飛人》（飛人―ひと―）拿到評審團特別獎。

### 1989年－1995年：《銃夢》連載
木城依舊專攻單篇漫畫，但在進入1989年後陷入創作瓶頸，屢屢遭到責任編輯退稿，並苦惱自己是否江郎才盡。木城稱那是他打拚15年以來唯一稱得上「低潮」的時期。到了1989年5月左右，木城放棄了一直以來使用的單篇風格，畫了一則有關生化人男性的靈魂的故事《RAINMAKER》。《RAINMAKER》獲得責任編輯讚賞，然而《Sunday》編輯部高層並不允許連載。集英社的頓田憲三看過《RAINMAKER》的稿子後覺得很棒，有意讓木城在到集英社月刊上連載，但是最後沒有結果。1990年初夏，頓田改到《Business Jump》（以下簡稱BJ）工作，兩人又開始頻繁會面。頓田建議他用《RAINMAKER》中出現的女配角生化人女警來畫一部新作，也就是《銃夢》。1990年11月，《銃夢》獲准在《BJ》上連載，木城雖抱持懷疑，不過還是開始他的第一次連載。《銃夢》於1990年年底開始連載，連載第三年時改編動畫問世。1994年，木城罹患神经症，難以繼續連載，最後只好以捨棄原本構思的結局並快速收尾。

### 1995年至今：《銃夢》之後與復出
《銃夢》連載提前結束後，木城稱自己已經完全喪失身為漫畫家的自信，也不覺得自己短時間能復出。在頓田的請託下，木城在新雜誌《週刊Young Jump超增刊・Ultra Jump》（以下簡稱《UJ》）連載《灰者》，創作期間雖然痛苦，但也察覺到畫漫畫是讓自己痊癒的唯一方法。這段時期，木城有充裕的時間來著手參與《銃夢》的小說版和改編遊戲。1997年，木城在《UJ》上發表了三篇《銃夢外傳》，隔年開始連載第二部長篇《水中騎士》。1998年年底，木城把握《銃夢》完全版發行的機會，將原本的結局刪掉，以求之後可以用新連載來延續原本要畫的劇情。2000年10月，木城開始在《UJ》連載《銃夢》的續作《銃夢LastOrder》，但因為他沒辦法同時在月刊畫兩部作品，所以《水中騎士》不得不休刊。
2010年6月至9月，以集英社有意修改《銃夢》完全版的部分台詞為事情契機，木城對集英社產生不信賴，因此轉至講談社工作。2011年2月，《LO》於講談社旗下雜誌《Evening》恢復連載，至2014年完結。木城在同年又接續連載《銃夢》系列的最終章《銃夢火星戰記》。2015年，木城擔任第30屆「Evening新人獎 -the Challenge-」（イブニング新人賞 -the Challenge-）的特別審查員長。2019年，《銃夢》的好萊塢真人改編電影《艾莉塔：戰鬥天使》上映，木城隨同劇組主要成員出席首映禮。

## 個人方面

### 生活
木城是雙魚座，血型為O型。木城出生於東京，後在千葉縣長大，高中時全家搬家到茨城縣的鄉下。1991年，《銃夢》連載開始不久後，木城移居神奈川縣的川崎市。1994年，木城搬家至千葉縣的浦安市。2000年，木城搬至新蓋的住所兼工作室，地點位在茨城縣的筑波市。

### 興趣
木城在《銃夢》單行本的後記中表示，他的興趣是製作3DCG、收集舊動畫和英雄電視劇的主題曲、收集怪奇事件的書籍。木城從小就對怪談和奇談深感興趣，小學五年級時因為《宇宙戰艦大和號》和《星際大戰》的關係而將重心移往科幻，高中畢業時對科幻不再那麼狂熱，並重拾對怪談的嗜好。木城也喜歡西洋音樂，例如金屬樂。

### 畫漫畫
木城在2016年接受法國漫畫雜誌採訪時表示，對他來說，活躍於1970年代的漫畫家是很大的影響來源，例如松本零士、高橋留美子、原哲夫和大友克洋等。在畫人的部分，木城自稱受到安彦良和和高桥留美子的影響。
1993年，木城買了他的第一台麥金塔電腦。1996年，木城開始使用電腦來製作漫畫。繪製《銃夢外傳》第三篇「音速手指」時（1997年），木城採用的作法是先將原稿掃描進電腦裡，再用Photoshop貼網點。2000年，木城搬遷至新的工作室，此後該工作室也經過多次翻新和設備更換。《LO》連載時期，木城以Corel Painter來完成彩稿。至《銃夢火星戰記》連載時，木城引入了Wacom的数码绘图板，並開始使用Clip Studio Paint Ex來繪製原稿和彩稿。
助手方面，《銃夢》連載前半段時，木城請了很多助手，不過在1994年因罹患神經症導致助手離去之後，助手只剩下弟弟一人，一直到連載《銃夢LO》時都是如此。兩人在工作室裡一起工作。

## 作品列表

### 漫畫
|  | 連載作品 |  | 單篇或短期連載 |

|          | 中文標題        | 原文標題 | 形式     | 出版社        | 刊登期號（發售日期）                                                                          | 收錄於                                     | 備註                                                                                |
| -------- | --------------- | -------- | -------- | ------------- | --------------------------------------------------------------------------------------------- | ------------------------------------------ | ----------------------------------------------------------------------------------- |
| 1980年代 |                 |          |          |               |                                                                                               |                                            |                                                                                     |
| 1        | 氣怪            |          | 單篇     | 小學館        | 《週刊少年Sunday》1985年1月1日號                                                              | 《銃夢LastOrder》NEW EDITION第5冊          | - 小學館新人漫畫獎入選（1984年投稿） - 使用筆名「YUKITO」                           |
| 2        | 怪洋星          |          | 單篇     | 小學館        | 《週刊Big Comic Spirits增刊》1988年11月9日號                                                  | 《飛人》 《銃夢LastOrder》NEW EDITION第3冊 | 小學館新人漫畫獎佳作（1988年投稿）                                                  |
| 3        | 飛人            |          | 單篇     | 角川書店      | 《月刊COMIC COMP》1989年3月號                                                                 | 《飛人》 《銃夢LastOrder》NEW EDITION第1冊 | 新人獎佳作                                                                          |
| 4        | 大・摩神        |          | 單篇     | 小學館        | 《週刊少年Sunday增刊》1989年8月25日號                                                         | 《飛人》 《銃夢LastOrder》NEW EDITION第2冊 |                                                                                     |
| 1990年代 |                 |          |          |               |                                                                                               |                                            |                                                                                     |
| 5        | 宇宙海賊少年團  |          | 單篇     | 角川書店      | 《月刊COMIC COMP》1990年5月號－6月號                                                          | 《銃夢LastOrder》NEW EDITION第6、7冊       | 分為前、後篇 1996年時原稿一度下落不明，木城為此起訴角川書店，最後原稿由不明人士送回 |
| 6        | 銃夢            |          | 連載     | 集英社        | 《Business Jump》1991年3号－1995年10号（1990年12月15日－1995年4月1日）                        | 單行本                                     |                                                                                     |
| 7        | 未來東京HEADMAN |          | 單篇     | 小學館        | 《少年サンデーオープン大増刊（1991年9月1日号）》                                              | 《銃夢LastOrder》NEW EDITION第4冊          |                                                                                     |
| 8        | 灰者            |          | 連載     | 集英社        | 《Young Jump超增刊・Ultra Jump》1995年10月11日号、1996年3月13日号、5月1日号、7月24日号        | 單行本                                     |                                                                                     |
| 9        | 故鄉            |          | 單篇     | 集英社        | 《Young Jump超增刊・Ultra Jump》1997年8號                                                     | 《銃夢外傳》                               | 《銃夢》的外傳作品                                                                  |
| 10       | 聖夜曲          |          | 短期連載 | 集英社        | 《Young Jump超增刊・Ultra Jump》1997年9號－11號                                               | 《銃夢外傳》                               | 《銃夢》的外傳作品，分為前、中、後篇                                                |
| 11       | 音速手指        |          | 短期連載 | 集英社        | 《Young Jump超增刊・Ultra Jump》1997年12號、14號                                              | 《銃夢外傳》                               | 《銃夢》的外傳作品，分為前、後篇                                                    |
| 12       | 水中騎士特別篇  |          | 單篇     | 集英社        | 《Young Jump超增刊・Ultra Jump》第15期                                                        | 《水中騎士》單行本第1冊                    |                                                                                     |
| 13       | 水中騎士        |          | 連載     | 集英社        | 《Young Jump超增刊・Ultra Jump》第16期－《Ultra Jump》2000年9月號                             | 單行本                                     | 為了連載《銃夢LastOrder》而休刊，中止於第28話                                       |
| 2000年代 |                 |          |          |               |                                                                                               |                                            |                                                                                     |
| 14       | 銃夢LastOrder   |          | 連載     | 集英社→講談社 | 《Ultra Jump》2000年12月號－2010年7月號 →《Evening》2011年8號（2011年3月22日發售）－2014年4號 | 單行本                                     |                                                                                     |
| 15       | 馬借音頭        |          | 單篇     | 集英社        | 《Ultra Jump》2007年1月號                                                                     | 《銃夢外傳》                               | 《銃夢》的外傳作品                                                                  |
| 2010年代 |                 |          |          |               |                                                                                               |                                            |                                                                                     |
| 16       | 銃夢火星戰記    |          | 連載     | 講談社        | 《Evening》2014年22号（2014年10月28日發售）－2022年22號 COMIC DAYS 2024年1月16日－連載中      | 單行本                                     |                                                                                     |
| 17       | 霧界            | 霧界     | 單篇     | 講談社        | 《Evening》2014年22号（2014年10月28日發售）                                                   | 《銃夢火星戰記》單行本第2冊 《》           | 原案：飛浩路（「海之指」）                                                          |

### 出版書籍
漫畫單行本
|  | 原版 |  | 新裝版 |  | 短篇集 |

|    | 書名                         | 出版社 | 叢書名                 | 規格 | 出版年份       | 卷數 | 備註與來源                                                      |
| -- | ---------------------------- | ------ | ---------------------- | ---- | -------------- | ---- | --------------------------------------------------------------- |
| 1  | 銃夢                         | 集英社 | YOUNG JUMP COMICS （ヤングジャンプコミックス） | B6   | 1991年－1995年 | 9    | 台灣中文版由東立出版社發行                                      |
| 2  | 飛人                         | 集英社 |                        | B6   | 1997年         | 1    | 作品集，收錄有6部單篇：《飛人》、《大・摩神》、《怪洋星》等     |
| 3  | 灰者                         | 集英社 |                        | B6   | 1998年         | 1    | [ 66 ]                                                          |
| 4  | 銃夢【完全版】               | 集英社 |                        | B5   | 1988年－2000年 | 6    |                                                                 |
| 5  | 水中騎士                     | 集英社 |                        | A5   | 1999年－2000年 | 3    | 香港中文版由千代出版有限公司發行                                |
| 6  | 銃夢LastOrder                | 集英社 | YOUNG JUMP COMICS      | A5   | 2001年－2010年 | 15   | - 未完，後續由講談社出版 - 台灣中文版由東立出版社發行           |
| 7  | 銃夢外傳                     | 集英社 | YOUNG JUMP C（ヤングジャンプＣ）       | A5   | 2007年         | 1    | - 收錄有4則故事 - 台灣中文版由東立出版社發行                    |
| 8  | 銃夢【ULTRA JUMP愛藏版】     | 集英社 |                        |      | 2010年         | 6    |                                                                 |
| 9  | 銃夢LastOrder                | 講談社 |                        | A5   | 2011年－2014年 | 4    | - 接手集英社，卷號為第16冊至第19冊 - 台灣中文版由東立出版社發行 |
| 10 | 銃夢LastOrder【NEW EDITION】 | 講談社 |                        | A5   | 2011年－2014年 | 12   | 台灣中文版由東立出版社發行                                      |
| 11 | 銃夢火星戰記                 | 講談社 |                        | B6   | 2015年－出版中 | 9    | - 截止至2022年11月 - 台灣中文版由東立出版社發行                 |
| 12 | 銃夢【廉價版】               | 講談社 |                        | B6   | 2016年         | 4    | - 「廉價版」並非官方名稱 - 台灣中文版由東立出版社發行           |
| 13 | 銃夢【新裝版】               | 講談社 |                        | A5   | 2018年－2019年 | 5    |                                                                 |

畫集
- （2015年）[67]

### 其他作品
- 單篇《IRON FIST》（アイアン・フィスト）：為熟人的同人誌所畫的作品，繪製於1987年，可在作者官網閱覽相關資料[68]
- 單篇《WAR - MEN》（ウォーメン）：為熟人的同人誌所畫的作品，繪製於1988年，可在作者官網閱覽相關資料[68]
- 同人誌《BUGBUSTER》（バグバスター），個人同人誌，共130頁，1989年發表[69]
- 同人誌《OUTRIGGER》：短篇精選，由木城的助手整理原稿並發表[70]。
- 同人誌《殘夢》（残夢）：描寫木城工作室的內情，由木城的助手整理原稿並發表[70]。
- 小說《蜃氣樓帝國（日语：蜃気楼帝国）》：繪製插圖[6]
- 短篇集（2007年）：繪製其中一篇短篇[28]

## 關聯人物
- ：親生弟弟，出生於1970年8月14日[71]，長期擔任木城幸人的漫畫助手，自1999年起擔任官方網站「YUKITOPIA」的管理人[72]。
- 頓田憲三[註 5]：於1989年起合作的編輯[24]，隸屬集英社，推動《銃夢》連載[25]。

## 備註
1. 1 2  據傳在《艾莉塔：戰鬥天使》的中國首映會上，木城親自表示自己名字的漢字寫法是（發音同）[3]。另外，根據日本的網路電話簿（2000年版），木城曾居住的千葉縣浦安市確實有一筆名為的通訊資料[4][5]。
2. ↑  台灣東立出版社於1990年代出版的《銃夢》中文單行本使用日文，後續作品改使用「木城幸人」之譯名，而中國大陸又译作木城雪户。
3. ↑  一種報社提供的獎學金制度，但學生要幫報社送報作為交換。
4. ↑  木城稱此人為「O氏」。
5. 1 2  木城在單行本後記和個人網站上僅提及假名，不過從他提及這位後來創辦了雜誌《Ultra Jump》可知，其身分就是頓田憲三[23]。東立出版社在早期的單行本保留假名，翻譯《銃夢外傳》時譯為同音的「富田」。

## 外部連結
- 官方网站「YUKITOPIA」 （页面存档备份，存于）（日語）
- 官方网站「YUKITOPIA」上的工作室介紹 （页面存档备份，存于）（日語）
- 官方网站「YUKITOPIA」上的木城幸人日記（2001年9月23日－2009年5月17日） （页面存档备份，存于）（日語）